# Fotboll i Danmark
Fotboll i Danmark har karaktär av nationalsport, med 296 818 spelare och 1 614 klubbar registrerade hos det danska fotbollsförbundet Dansk Boldspil-Union i slutet av 2006. Danmarks herrar blev Europamästare 1992.

## Dansk Boldspil-Union
Det danska fotbollsförbundet Dansk Boldspil-Union bildades den 18 maj 1889, och är indelat i sex regionala förbund.

## Seriespel

### Herrar
De fem högsta divisionerna på herrsidan styrs direkt av Dansk Boldspil-Union, och kallas Danmarksturneringen, medan de sju lägre divisionerna är regionala. 

## Seriepyramid

### Herrar

#### Högre Divisioner
| Nivå | Liga/Ligor                                                                 |
| ---- | -------------------------------------------------------------------------- |
| 1    | Superligaen 14 klubbar                                                     |
| 2    | 1 Division 12 klubbar                                                      |
| 3    | 2 Division Grupp 1, Grupp 2, Grupp 3 8 klubbar i varje grupp               |
| 4    | Danmarksserien Grupp 1, Grupp 2, Grupp 3, Grupp 4 10 klubbar i varje grupp |

## Landslag
- Danmarks damlandslag i fotboll
- Danmarks herrlandslag i fotboll

### Fotnoter
1. ↑  ”European Championship 1992” (på engelska). RSSSF. 18 mars 1992. http://www.rsssf.com/tables/92e.html. Läst 29 juli 2014.